# لويس روبلس
لويس روبلس (بالإنجليزية: Luis Robles)‏ لاعب كرة قدم أمريكي، من مواليد 11 مايو 1984 في حصن هواشوكا في أريزونا-الولايات المتحدة ، يلعب مع نادي كايزرسلوترن 1.أف سي الألماني.
وبدأ يلعب دولياً مع منتخب الولايات المتحدة لكرة القدم في سنة 2009.

## روابط خارجية
- لويس روبلس على موقع الاتحاد الدولي (مؤرشف)  (الإنجليزية)
- لويس روبلس على موقع الدوري الأمريكي (الإنجليزية)
- لويس روبلس على موقع قاعدة بيانات كرة القدم.إي يو (الإنجليزية)
- لويس روبلس على موقع بيانات كرة القدم. دي إي (الألمانية)
- لويس روبلس على موقع ناشيونال فوتبول تيمز (الإنجليزية)
- لويس روبلس على موقع Soccerbase.com (لاعب) (الإنجليزية)
- لويس روبلس على موقع Soccerway.com (الإنجليزية)
- لويس روبلس على موقع عالم كرة القدم.نت (الإنجليزية)
- لويس روبلس على موقع كووورة
- لويس روبلس على موقع AS.com (الإسبانية)